# 와나
와나(1993년 ~ )는 대한민국의 가수다. 2014년 싱글 《I Know》로 데뷔했다.

## 방송
- 슈퍼스타K 2016 (2016) - Top17

## 음반
- I Know (2014)

### 와나&태윤
- Snowy Day (2014)